# Rostock
För andra betydelser, se Rostock (olika betydelser).
Rostock är den största staden i förbundslandet Mecklenburg-Vorpommern i nordöstra Tyskland. Staden är belägen nära floden Warnows mynning i Östersjön.
Rostock är ett regionalt centrum, på tyska "Regiopole", och fördelaktigt beläget nära storstadsregionerna Hamburg, Berlin, Öresundsregionen och Stettin, och de närliggande städerna Lübeck och Schwerin.
Rostock var under medeltiden en viktig del i Hansans handelsimperium. Hamnen i Rostock är idag landets tredje största Östersjöhamn, med bland annat färjetrafik till Trelleborg i Skåne. Under DDR-tiden var hamnen med uthamn vid Warnemünde landets absolut viktigaste. Här finns bland annat varv, maskin- och motorindustri, kemisk produktion och fiskförädling.

## Historia

### Rostock grundas
Grundandet av Rostock är samtidigt historien om grundandet av den mecklenburgska härskarätten. Båda går in i varandra. Långt före grundandet av staden Rostock slog sig slaviska stammar ner i området kring Warnow, bland annat vender. Konkreta bevis om vilka bosättningar och befästningar som existerade fram till 1100-talet är oklara. Källor är slavernas krönikor och den isländska Knytlingasagan som berättar om Knut den stores landstigning vid Raudstokk.
Vid samma tid som Rostock grundades ägde strider med saxare och abodriterna rum, även Danmark var inblandat. 1159–1185 ägde regelbundna sjöslag mellan danskar under kung Valdemar I och venderna rum som hotade de syddanska öarna. Det första belägget för Rostock återfinns i Saxo Grammaticus 16 band om Danmarks historia och danskarnas dåd (Gesta Danorum).

### Hansastaden Rostock

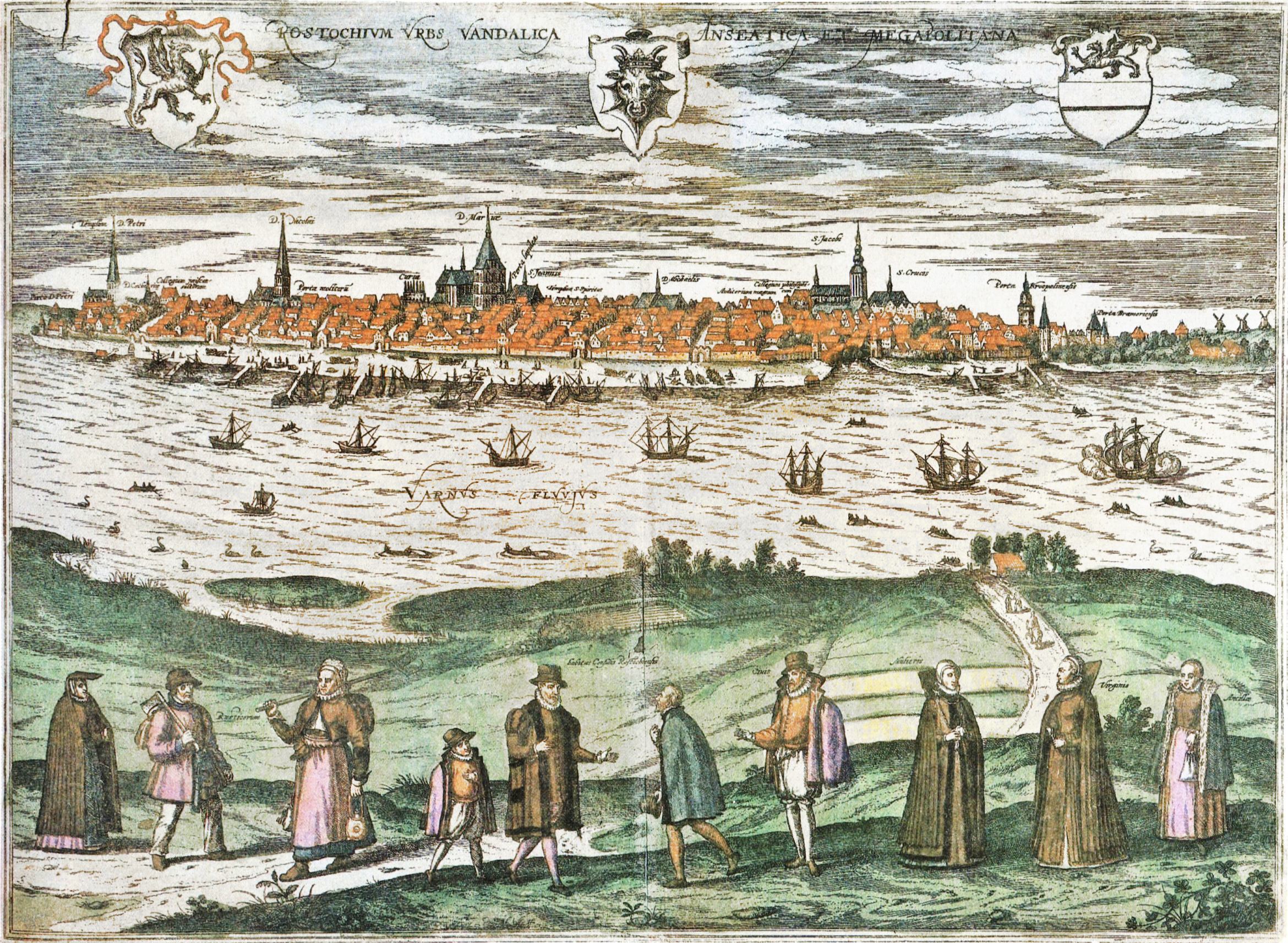
Rostock 1598.

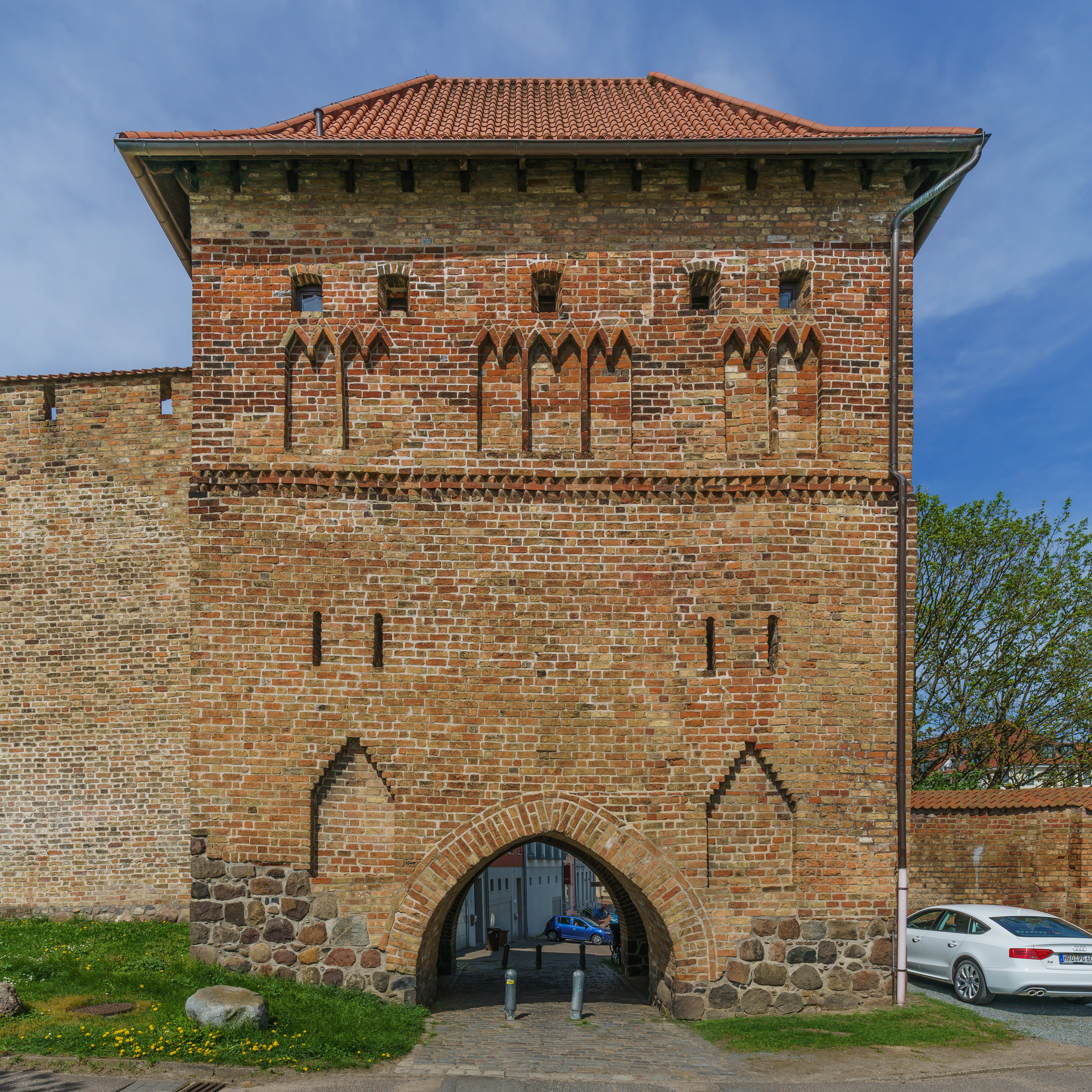
Kuhtor.

Hansastaden Rostocks utveckling börjar med Fredrik II:s död 1250 och det staufiska kejsardömets nedgång och Konrad IV:s korta regeringstid varpå ett interregnum följde. Detta ledde till en starkare ställning för städer och territorier och under interregnum skapas Rostocks första stadsbok (1254–1273).
Rostock fick sina stadsrättigheter 1218. 1251 fick Rostock samma handelsprivilegier som tidigare Lübeck av den danske kungen Abel. 1252 fick staden också tullfrihet och stärkte sin maktställning bland annat genom köpet av Rostocker Heide (ett hedområde) som innebar säkra träprodukter, byggmaterial och jakt. När Rostock, Lübeck och Wismar hade möten angående ekonomiska och politiska frågor bestod Rostock fortfarande av tre skilda stadsdelar som förenades först 1265. 1262 beslutade fursten Burwin III tillsammans med sina söner om sammanslagningen. Neuer Markt blev Rostocks centrum och en stadsmur byggs för stadens skydd. Muren hade som högst en höjd på sju meter och hade en bredd på en meter. Runt om Rostock byggdes stadsportar av vilka Kröpeliner Tor, Kuhtor och Steintor fortfarande existerar. Kuhtor räknas som norra Tysklands äldsta bevarade stadsport. Vid samma tid fick även Warnemünde stadsrättigheter, men det handlade inte om dagens Warnemünde som långt senare blev en del av Rostock. Vid Neuer Markt byggdes ett rådhus. Danmarks drottning Margarete Sprenghest, systern till Burwin III, grundade 1270 cistercienserklostret. 1277 var Burwin III:s styre slut, han hade styrt med hjälp av sina söner Johann och Waldemar. Borwin överlät 1266 styret av Rostock till Waldemar. Vid denna tid fick Rostock en större självständighet genom att man försökte få furstarna ur deras dominerande position.
Den hanseatiska handeln för Rostock bestämdes utifrån handelsrutterna mellan hansakontoren i Brygge och London med hansastäderna Visby och Novgorod. På grund av handel med Norge koncentrerade sig Rostock i motsats till Lübeck inte på Brygge utan på kontrollen av handeln i Oslo och Tønsberg. Handeln med sill vid Skanör och Falsterbo i Skåne var av stor betydelse. Viktig för Rostocks ställning i regionen var grundandet av Rostocks universitet 1419.

### Rostock under Nordiska kriget och sjuåriga kriget

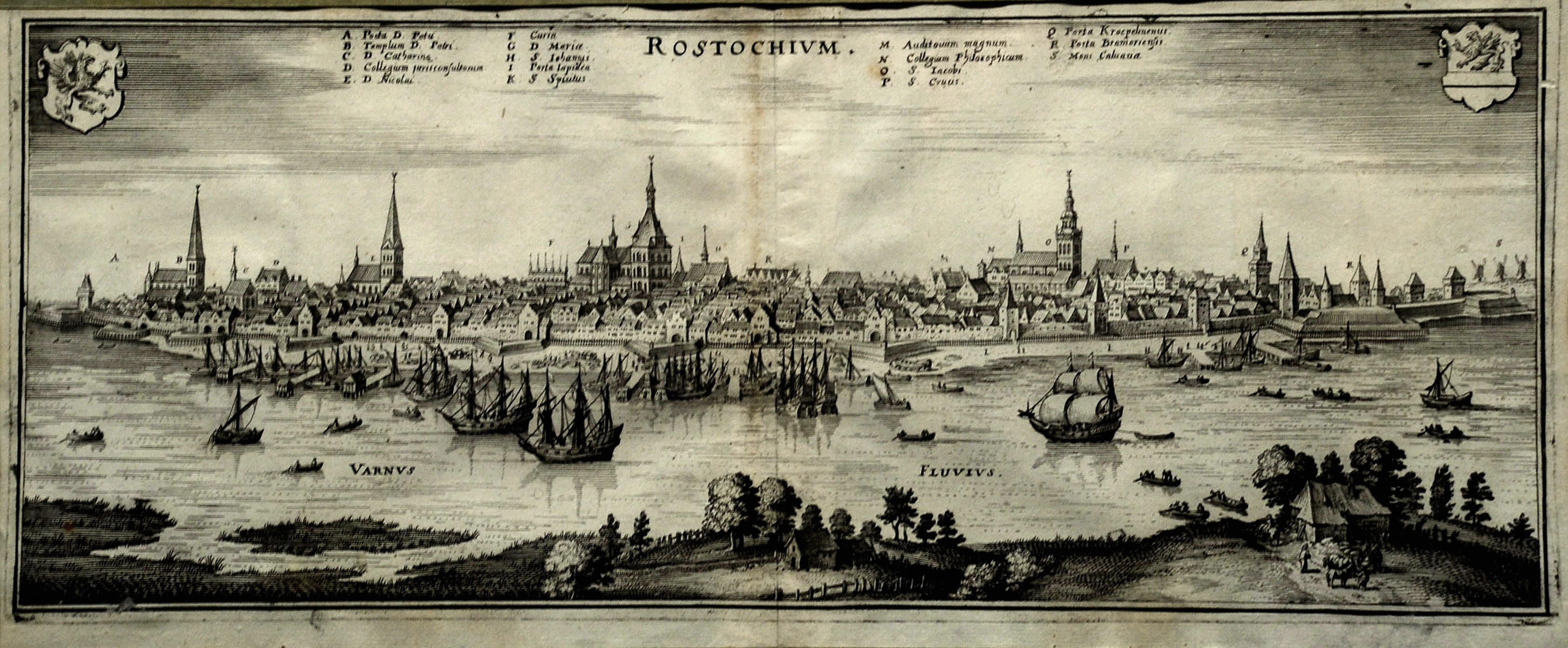
Rostock kring 1650

Under trettioåriga kriget (1618–1648) som innebar det slutgiltiga försvinnandet av hansan led Rostock starkt under de ständigt växlande härskare och under olika plundringar. Även tullen som Gustav II Adolf krävde från staden minskade Rostocks ekonomiska framgång. Slutet av det 30-åriga kriget innebar inte ett slut för Rostock vad gäller förlorandet av makt och styrka. Staden försvagades av nordiska kriget och sjuårskriget. Furstarna utnyttjade Rostocks svagheter och säkrade makten långsiktigt genom fördrag 1755 och 1788 (Die landesherrlichen Erbverträge). Först i slutet av 1700-talet kunde Rostock sakteliga komma tillbaka till sin gamla position. En starkt bidragande orsak var Storbritanniens blockad mot det revolutionära Frankrike som innebar att Rostock kunde ta del av den brittiska marknaden som Frankrike utestängdes från. Men 1806 blev Rostock ockuperat av Frankrike och dess general Michaud och Rostock måste därmed följa kontinentalspärrens förordningar och männen i Rostock tjänstgöra i den franska armén.

### Industrialiseringen

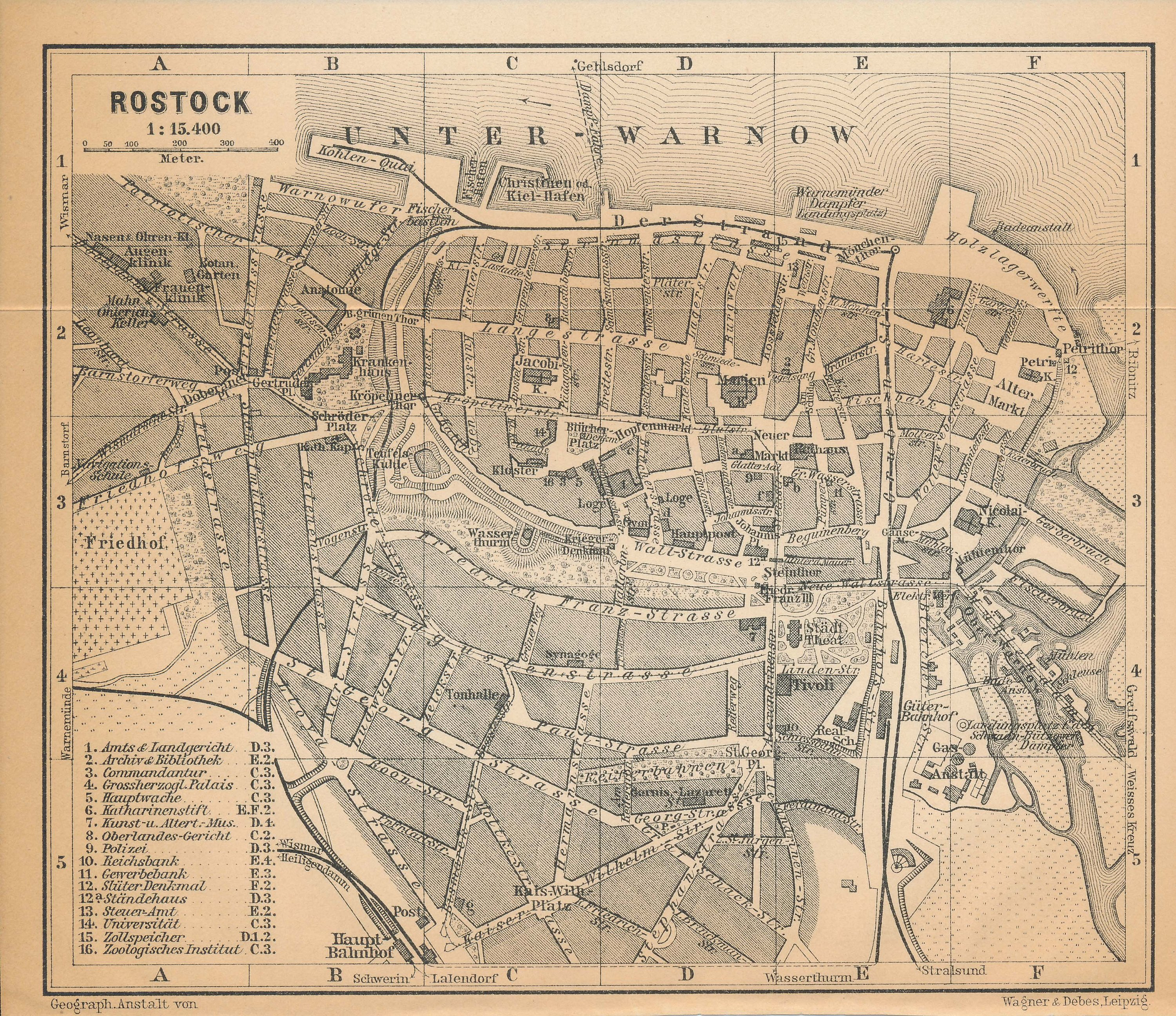
Karta över Rostock 1910.

Först på 1800-talet fick staden ny rikedom med den omfattande industrialiseringen som tar vid. Rikedomen visade sig tydligt i byggnader från denna tid. 1830 började man bygga utanför stadsmuren och villaområden (till exempel Steintor-Vorstadt) och arbetarkvarter (Kröpeliner-Tor-Vorstadt) uppstod. 1832 revs delar av stadens befästning som blivit onödig och man anlade istället en trädgård vid Steintor. Vid samma tid utvecklade sig Warnemünde till en av Tysklands mest populära kurorter. 1834 uppfördes de första baden och badställena utvecklade sig genom de goda tågförbindelserna till Berlin och färjan till Gedser. 1870 stod Rostocks universitets nuvarande huvudbyggnad klar. 1891 grundades Neptunvarvet - Neptun Schiffswerft und Maschinenfabrik AG som var Mecklenburgs första storindustri. Andra industrier som växte fram är lantbruksmaskintillverkning, kemiska fabriker och byggindustri. Rostock utvecklades också till en viktig förvaltnings- och bankort.

### Första världskriget
Den snabba industrialiseringen förde inte bara gott med sig. Bland arbetarna rådde stor fattigdom vilket ledde till oroligheter och krav på ett slut på kriget och de halvfeodala förhållandena i Mecklenburg. Rostockborna spelade en stor roll i demokratiseringen och störtandet av Mecklenburgs storhertig. Den första demokratiska författningen upphävde den gamla förordningen från 1788 som under århundraden hindrat en fri utveckling. Industrialiseringen fortsatte och 1922 grundade Ernst Heinkel Ernst Heinkel Flugzeugwerke i Rostock.

### Andra världskriget
Under Nazitysklands krigsförberedelser blev Rostock som industristad en del av den allmänna upprustningen. Till en början tillverkades krigsskepp vid Neptunvarvet och Rostock utvecklades sedermera till en viktig produktionsort för det tyska ubåtsbyggandet. Från 1933 byggdes Heinkel-Werke ut och nya fabriker byggdes i stadsdelen Marienehe. Heinkel blev den största arbetsgivaren i Mecklenburg med 14 000 anställda. Under kriget använde Heinkel tvångsarbetare och de viktiga rustningsfabrikerna i staden ledde till att Rostock bombades av allierat flyg.
I slutet av kriget hade 47,7 % av bostäderna förstörts och 42,2 % av företagsbyggnaderna. 204 personer hade dödats och 89 skadats. De relativt få offren beror på att bombningarna varit kända innan de genomförts. Under bombningarna förstördes Jakobikyrkan, Kuhtor, Nikolaikyrkan, Petrikyrkan, stadsteatrarna och Steintor. Offentliga byggnader som domstolarna, post- och telegrafverken, skolor och sjukhus bombades liksom gator och infrastrukturen.

### Rostock efter 1945

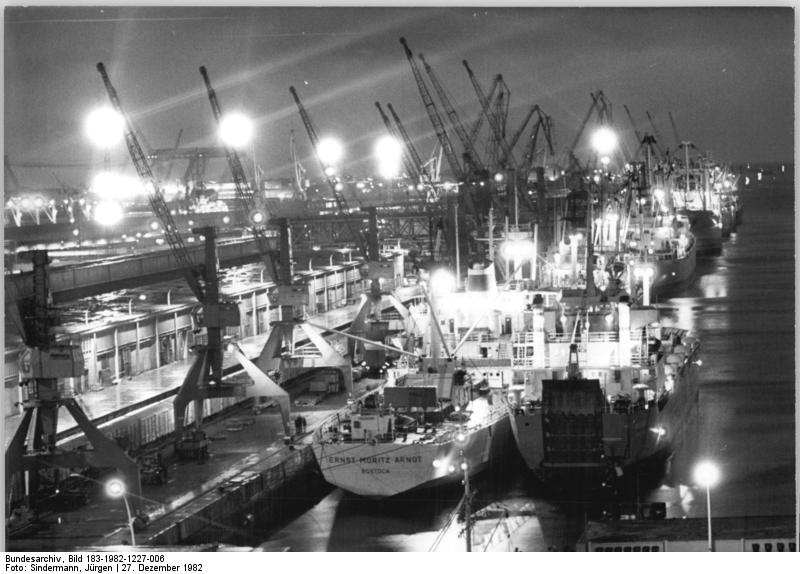
Rostock var DDRs största hamn.

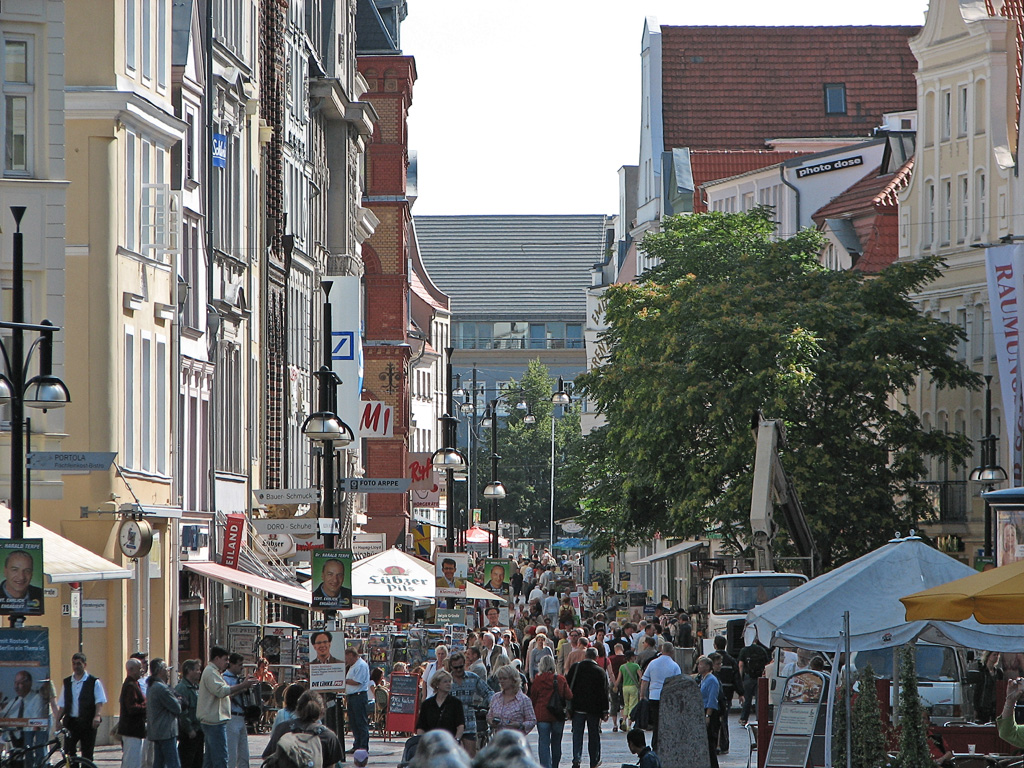
Gamla staden i Rostock efter Tysklands återförening

Första maj 1945 tog andra världskriget slut i Rostock då Röda armén tog kontrollen över staden. Rostock blev bundet att betala sovjetiska krigsskador men Sovjetunionen kom även att investera i återuppbyggnad av hamnen och staden. Bland annat byggde man upp en oljehamn som stod klar 1951 och markerade Rostock som DDR:s viktigaste hamn. Rostocks stad byggdes upp under de kommande åren (bland annat återställdes Steintor och Kuhtor) men staden förlorade mycket av den gamla prägel som funnits. 1952 genomförde DDR en förvaltningsreform som innebar att Rostock blev huvudstad i distriktet Rostock (Bezirk Rostock). Från 1950-talet och framåt utvecklades Rostock till DDR:s varvscentrum genom Warnow- och Neptunvarven. Rostock växte till att ha över 250 000 invånare. I utkanterna av staden byggdes nya miljonprogramsområden.
I samband med Tysklands återförening 1990 upplevde Rostock sina viktigaste förändringar under de senaste 50 åren. Rostock har kunnat stabilisera invånarantalet efter att under 15 år förlorat nästan 50 000 invånare. Man har kunnat riva flera av de gamla miljonområdena i utkanterna av staden. Återföreningen har inneburit en nystart för den under den gamla tiden stagnerade staden. En symbol för detta är renoveringen av S:t Petrikyrkan.
I augusti 1992 utbröt främlingsfientliga oroligheter i stadsdelen Lichtenhagen som svärtade ner bilden av Rostock under de kommande åren. Staden startade kampanjen Bunt statt Braun för att motverka främlingsfientligheten. Händelserna och deras bakgrund har ännu inte till fullo utretts.
2003 arrangerade Rostock den internationella trädgårdsutställningen Internationale Gartenschau (IGA). 2003 öppnades även Warnowtunneln. Rostock ansökte tillsammans med Leipzig om de olympiska sommarspelen 2012 men föll tidigt vid IOK:s omröstning 2004. Rostock skulle arrangera segeltävlingarna under olympiaden, staden har arrangerat tävlingen Hanse Sail flera gånger. OS-kampanjen skapade dock en starkare identitet för staden med sloganen Ich bin ein Rostock-Olymp. Rostocks innerstad har också renoverats vilket lett till en imageförbättring och trevligare stadskärna.

## Historiska minnesmärken

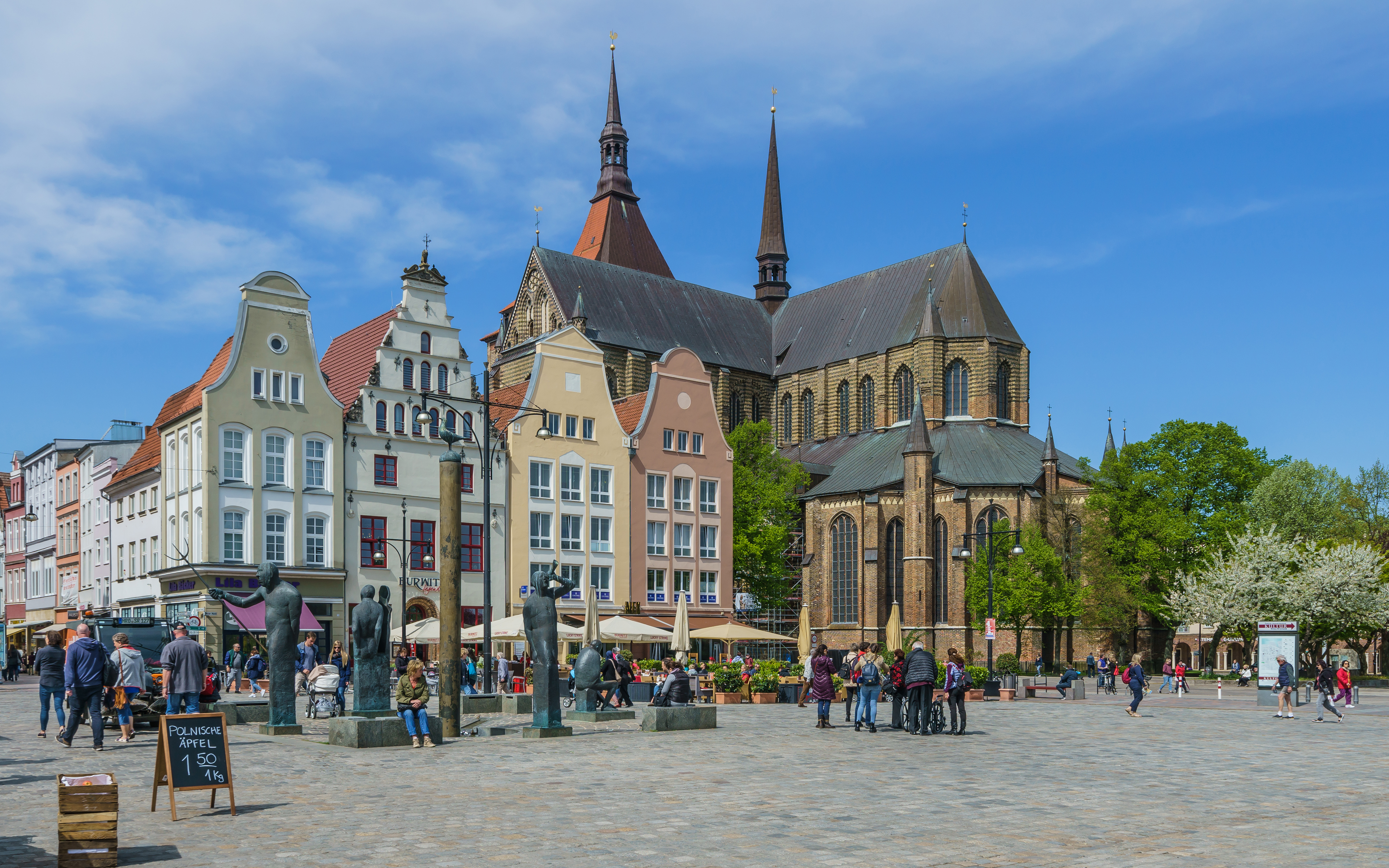
Nya Torget (Neuer Markt) i Rostock.

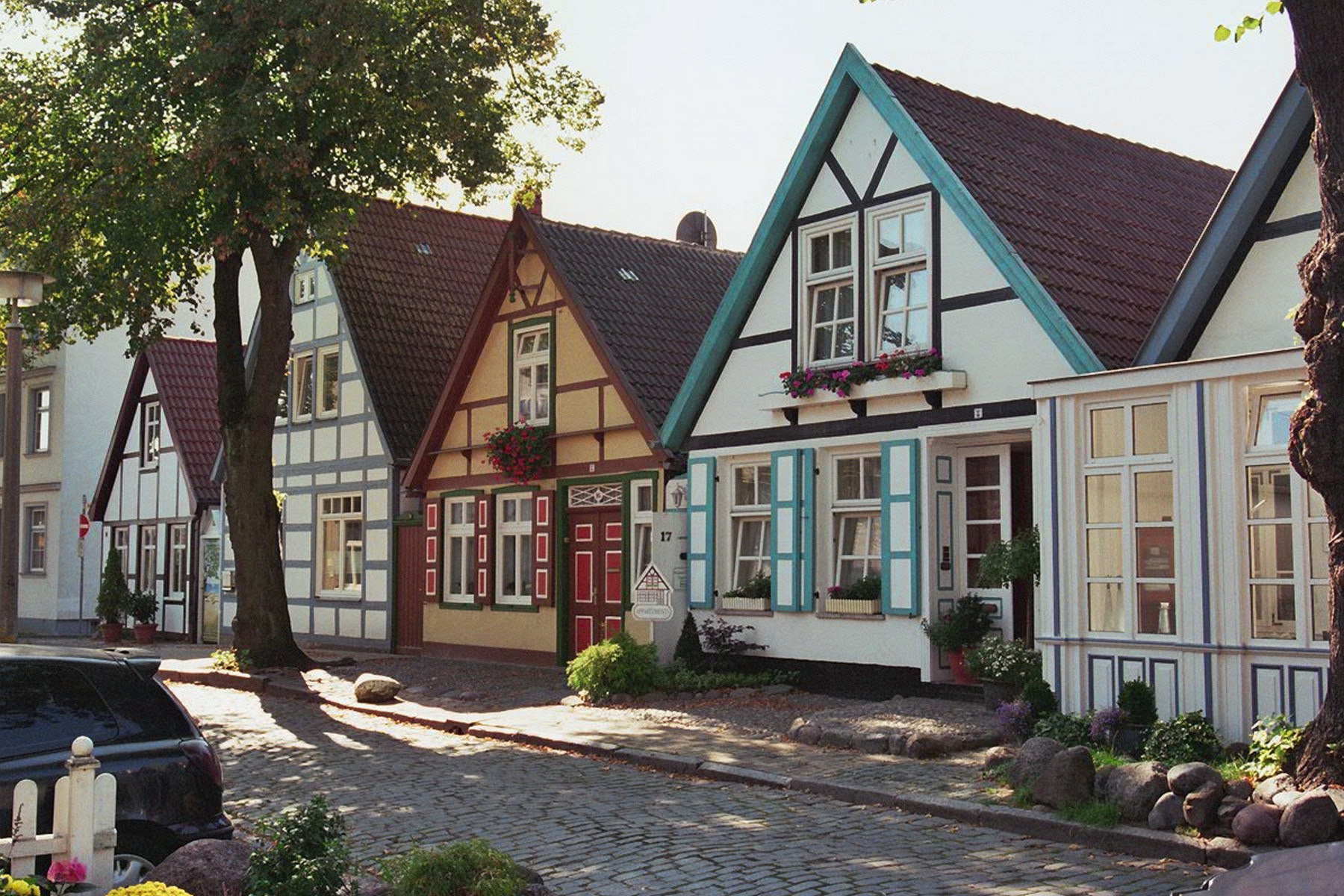
Stadsdelen Warnemünde ligger vid Östersjön.

Ett stort antal gotiska gavelhus och medeltida kyrkor finns att beskåda, även om mycket skadades svårt under Andra världskriget:
- Mariakyrkan, från 1200-1400-talet.
- S:t Jakobikyrkan, från 1300-1400-talet.
- S:t Nikolaikyrkan, från 1300-1400-talet.
- S:t Petrikyrkan, från 1300-1400-talet.
- Rådhuset i tegel tillkom under 1200-talets mitt, samt 1300-talets senare del, då de sju tornen tillfördes. År 1727 uppfördes på fasaden en förbyggnad i barock.
- Stadsmuren med torn finns delvis kvar.

## Rostocks stadsvapen, flagga och logotyp

Rostocks stadsflagga.

Rostock har haft tre olika stadsvapen: Signum, Secretum och Sigillum. Dagens vapen går tillbaka till 1367 och har använts som stadsvapen sedan dess. Vapnet består av en gyllene grip med en svans och uträckt röd tunga på blå botten och går tillbaka till Rostocks furstars vapen. Ett sammanhang med den röda gripen i vapnet av hertigdömet Pommern är inte känd. Färgerna silver (vit) och rött är Hansans färger. Rostocks flagga är skapad utifrån vapnet. Stadsflaggan har förändrats ett flertal gånger i historien och fick sin nuvarande utformning 1991. Vapnet är vanligt i Rostock, det används på hus, hållplatser, kanaler, trädgårdsgrindar, broar, restauranger och båtar. Sedan 1993 använder Rostock även en modern logotyp.

## Stadsutveckling

Stadsutveckling sedan 1200-talet.

Efter grundandet av staden och föreningen av stadsdelarna förvärvade Rostock under 1200-talet den stora Rostocker Heide och några orter i närheten (Bartelsdorf, Bentwisch, Brodersdorf, Kassebohm, Kessin, Rövershagen, Riekdahl, Stuthof, Willershagen och Gragetopshof). Dessa orter blev senare åter egna administrativa enheter och först under 1900-talet inkorporerades de med Rostocks stad. Under 1300-talet tog Rostock kontrollen över Warnemünde och fick därmed tillgång till havet. Fram till 1900-talet var Warnemünde en exklav till Rostock och en gemensam stadsbild skapades först från 1934. Därmed kan man se tre steg i Rostocks utveckling: Det första under 1200- och 1300-talet, det andra under industrialiseringen (efter andra hälften av 1800-talet) och det tredje steget efter andra världskriget. Perioden 1989–2004 kom att innebära en kraftig minskning av stadens befolkning och därmed kom flera bostadsområden i utkanterna av staden att rivas.

## Befolkningsutveckling

Rostocks befolkningsutveckling.

Rostocks folkmängd låg länge kring 11 000 till 14 000 som maximalt då staden inte växte utanför sina gränser. Rivningen av befästningen 1832 och industrialiseringen ändrade detta och Rostock växte snabbt. 1935 överskred man gränsen 100 000 och blev därmed en av Tysklands (enligt tyskt synsätt) storstäder. Fram till 1940 växte invånarantalet till 129 500. Andra världskriget innebar en tillbakagång och stadens befolkning var 1945 93 305, en tillbakagång på 28 %. Invånarantalet steg snabbt efter kriget, bland annat genom inflyttningen av fördrivna tyskar. 1971 hade Rostock för första gången mer än 200 000 invånare. Rostock hade som mest 254 000 invånare (1989). Efter återföreningen tilltog arbetslösheten och staden förlorade ca 22 procent av befolkningen (ca 55 000 personer) på grund av utflyttning till övriga Tyskland samt minskat antal födslar.

## Vänorter
| Polen     | Szczecin, Polen sedan 1957      | Norge     | Bergen, Norge sedan 1965    |
| Finland   | Åbo, Finland sedan 1959         | Bulgarien | Varna, Bulgarien sedan 1966 |
| Frankrike | Dunkerque, Frankrike sedan 1960 | Kroatien  | Rijeka, Kroatien sedan 1966 |
| Lettland  | Riga, Lettland sedan 1961       | Tyskland  | Bremen, Tyskland sedan 1987 |
| Belgien   | Antwerpen, Belgien sedan 1963   | Kina      | Dalian, Kina sedan 1988     |
| Danmark   | Århus, Danmark sedan 1964       | USA       | Raleigh, USA sedan 2001     |
| Sverige   | Göteborg, Sverige sedan 1965    |           |                             |

## Museer
Rostock har inte många museer men det finns några intressanta höjdpunkter. Konsthallen Kunsthalle Rostock hade 2006 en utställning om Christo och Jeanne-Claude. I stadsporten Kröpeliner Tor finns en permanent utställning om Rostocks befästningsverk. Ett annat viktigt museum är Dokumentations- und Gedenkstätte des Bundesbeauftragten für die Stasi-Unterdrückung som behandlar Stasis förtryck av befolkningen. I Warnemünde finns ett hembygdsmuseum. På skeppet Rostock-Schmarl finns ett skeppsbyggnads- och sjöfartsmuseum med maritima specialteman. Det är fritt inträde på de flesta av Rostocks museer som tar emot frivilliga bidrag.

## Sevärdheter

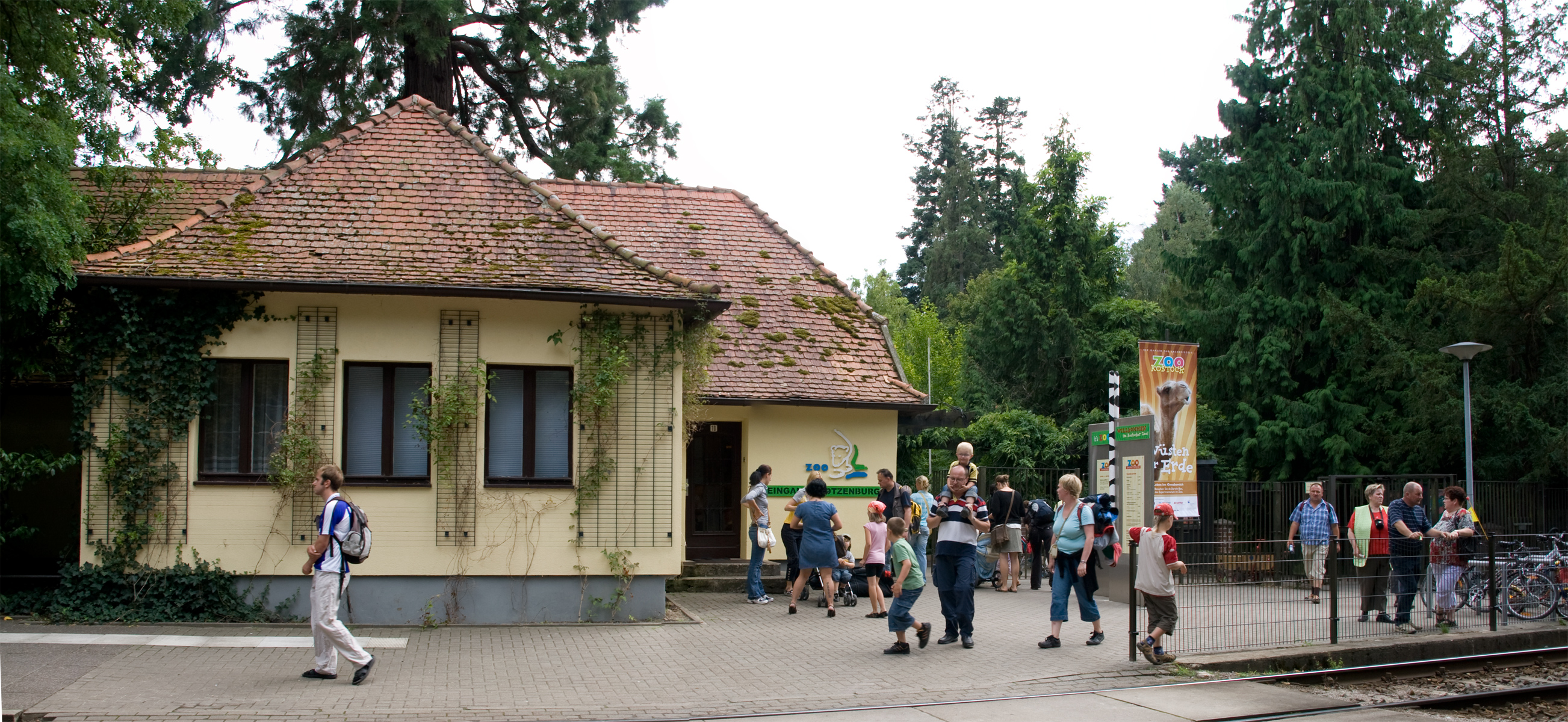
Rostocks Zoo

Andra sevärdheter är universitetets botaniska trädgård, trädgårdsutställningen IGA:s mässområde och utställningspark, Rostocker Heide och Rostocks Zoo. I Warnemünde finns en populär strand och gatan Am Strom.

## Evenemang
Återkommande evenemang i Rostock:
- Hanse Sail
- Rostocker Koggenzieher
- Bücherfrühling an der Warnow
- Prosanova
- Rostocker Kulturwoche
- Rostocker Pfingstmarkt
- Blaumachen
- Kurzfilmfestival FiSh
- Ostseejazz Festival
- Warnemünder Woche
- Boulevardfest
- Rostocker Hafenfest statt
- Rostocks julmarknad

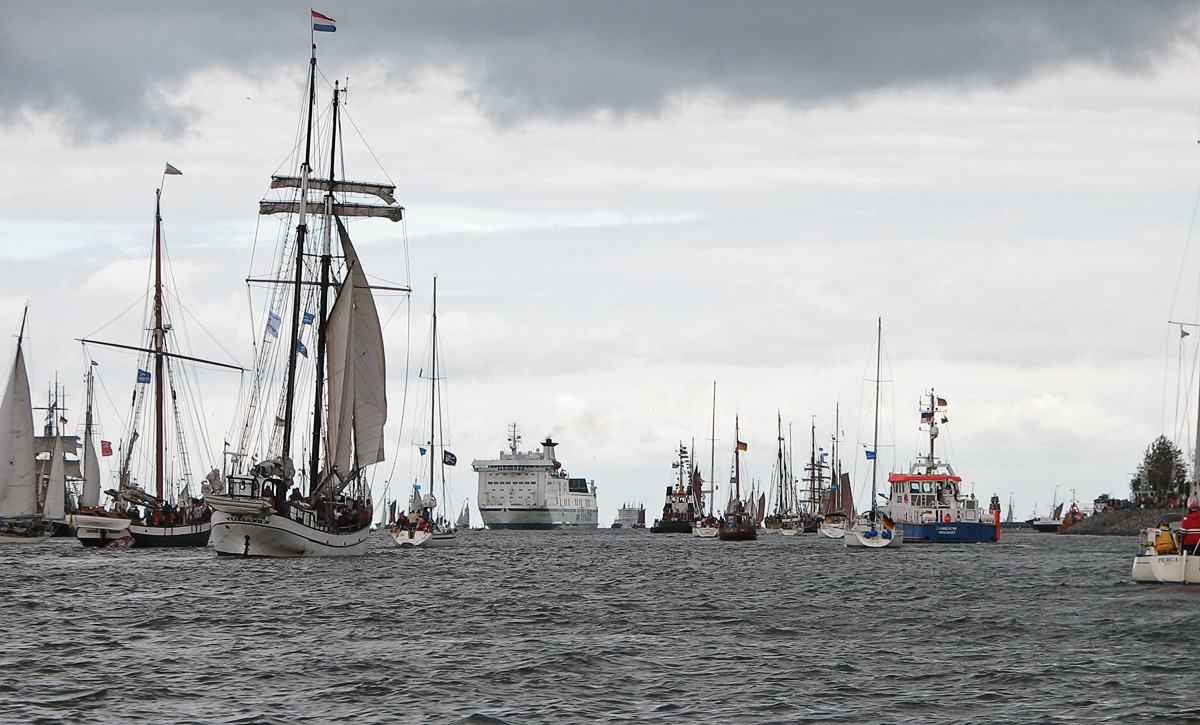
Hanse Sail 2005.

- Nyårsfyrverkerier i stadshamnen och Warnemünde

## Näringsliv
I och utanför Rostock finns många mindre företag. De största arbetsgivarna är Universität Rostock, varvsindustrin, rederier och livsmedelsmedelsindustrin. Modernare industrier är bioteknologi och IT-företag. Efter återföreningen har de traditionellt viktiga varven och fiskerinäringen tappat mycket i betydelse och många har förlorat sina arbeten. Flera av dessa industrier har man dock kunnat behålla som Neptunvarvet, Aker Warnow Werft GmbH och nyetableringar har skett som Liebherr och Caterpillar. Bryggeriet Rostocker Brauerei och dess ölmärke Rostocker Pilsener säljs över hela Tyskland. Under senare år har tjänstesektorn vuxit i staden med etableringar av callcenterföretag. Detta beror bland annat på att dialekten i Rostock med omnejd är lätt att förstå för tyskar i allmänhet. Ikea har öppnat ett varuhus i Rostock.

## Media
I Rostock utkommer dagstidningarna Ostsee-Zeitung (OZ), Norddeutsche Neueste Nachrichten (NNN) och kvällstidningen Bilds upplaga för Mecklenburg-Vorpommern. Diverse annonstidningar utkommer som till exempel Hanse-Anzeiger, Rostocker Blitz, Warnow-Kurier, NNNplus och Rostocker Sonntag. Rostock har en lokalstation för radio och TV som drivs av NDR. Från Rostock sänder radiokanalen Ostseewelle och Antenne Mecklenburg-Vorpommern har en lokalstation.

## Utbildning

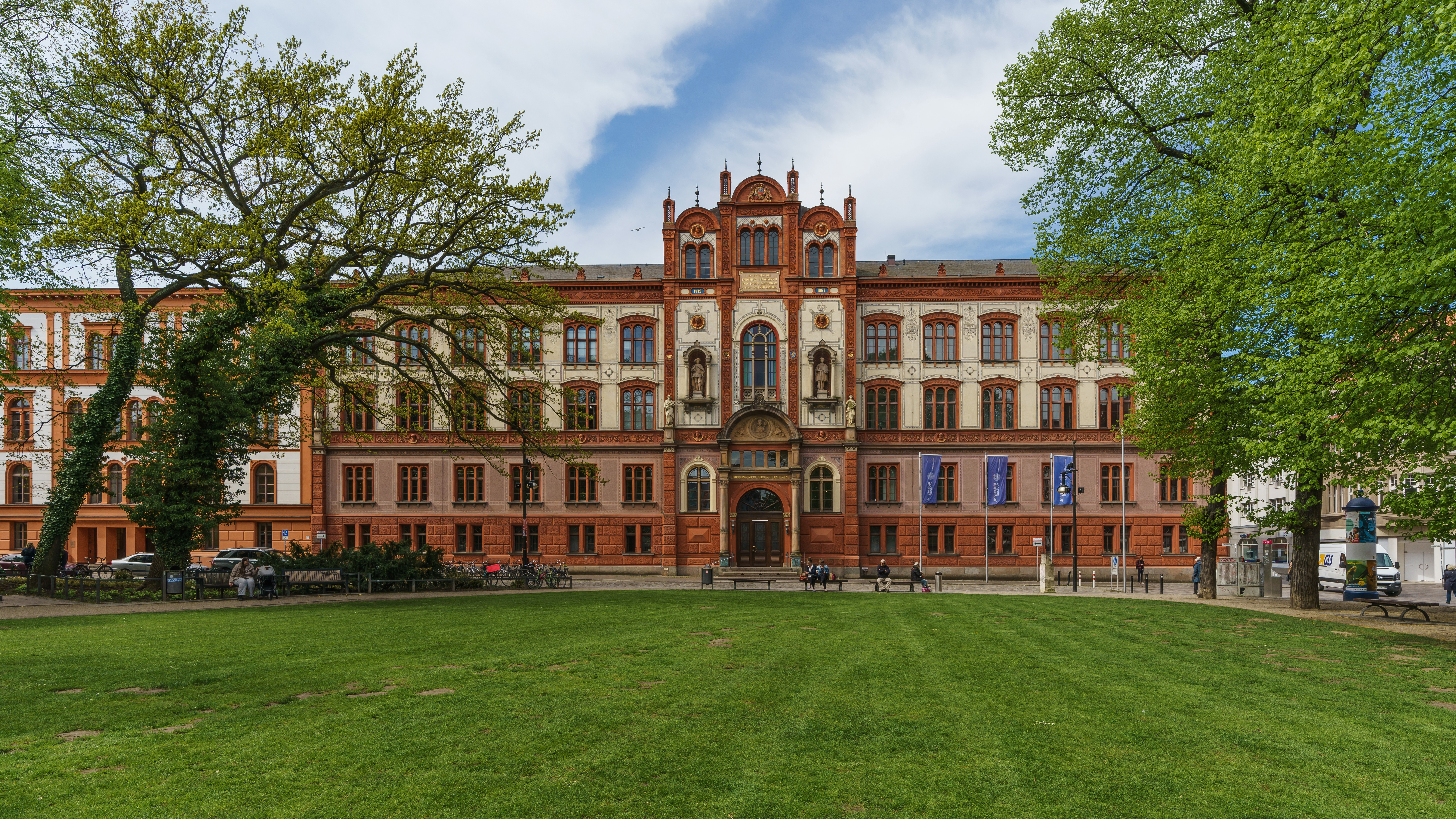
Rostocks universitet grundades år 1419.

Den klart största och viktigaste utbildningsplatsen är Universität Rostock. Det grundades 1419 under reformationen, med stor betydelse för Sverige, och är Nordeuropas äldsta universitet. Det är också ett av Tysklands äldsta universitet efter Heidelberg, Köln, Erfurt och Leipzig. De ursprungliga fakulteterna är juridik, filosofi och medicin. Idag har universitetet nio fakulteter: Jordbruk och miljö, information och elektronteknik, juridik, medicin, matematik och naturvetenskap, maskin- och fartygsteknik, filosofi, handel, sociologi och teologi. Den juridiska fakulteten tvingades stänga av DDR-regimen och återstartades 1989. Universitetet har 14 500 studenter (2005) och är därmed den största högskolan i Mecklenburg-Vorpommern.
Rostock har även en högskola för musik och teater Hochschule für Musik und Theater Rostock (HMT). Den grundades 1994 och är den yngsta musik- och teaterhögskolan i Tyskland. Högskolan är starkt inriktad på utbyten med motsvarande utbildningar i Vilnius, Riga och Tallinn. Man har också samarbete med högskolorna i Kraków, Gdańsk och Poznań. En del kurser hålls tillsammans med Rostocks universitet.

## Idrottsstaden Rostock

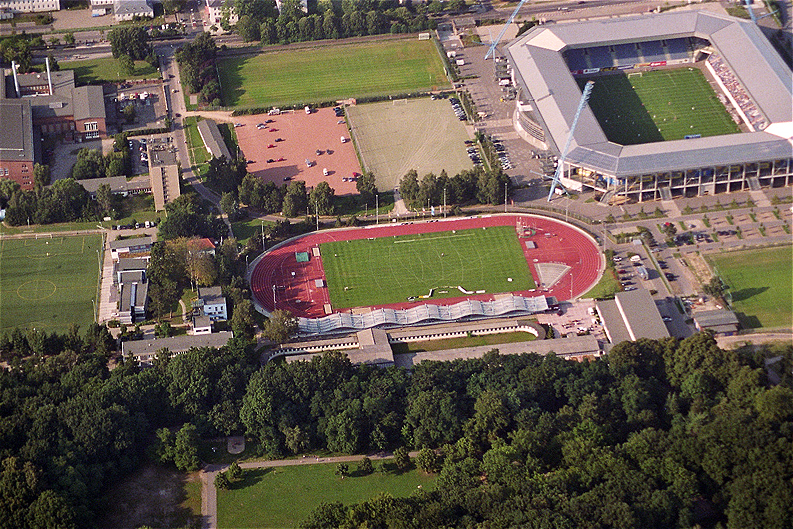
Ostseestadion och friidrottsarenan.

Rostock är en stor vattensportstad, framförallt för segling. I fotboll är FC Hansa Rostock stadens mest framgångsrika lag. Hansa Rostock har under perioder varit det enda före detta DDR-laget som spelat i Bundesliga. För närvarande spelar klubben i 2. Bundesliga (säsong 2021/2022). Hansa Rostock spelar på Ostseestadion som år 2002 totalrenoverades till en modern arena. Det traditionsrika handbollslaget HC Empor Rostocks herrlag, spelar i 2. Bundesliga och på damsidan spelar PSV Dolphins i Bundesliga. Ishockeylaget Piranhas, är populärt. LAV (Leichtathletikverein) är stadens stora friidrottsförening och är en av de ledande föreningarna i norra Tyskland.

## Kommunikationer

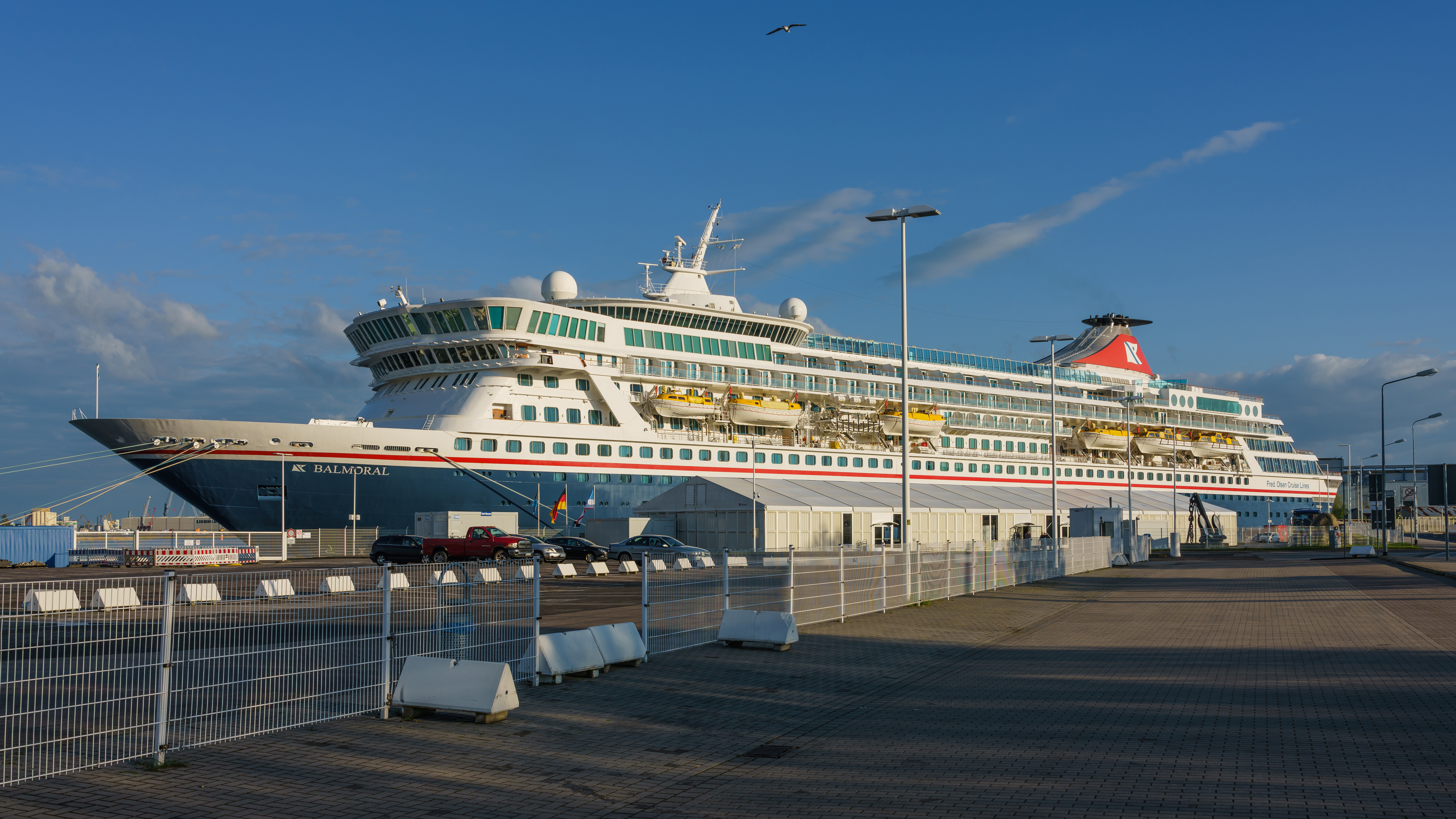
Kryssningsterminalen i Warnemünde.

Rostocks hamn Überseehafen är den näst största tyska östersjöhamnen efter Lübeck. Rostock är en trafikknutpunkt för resor till Gedser, Trelleborg, Ventspils, Finland, Estland och Ryssland. I samband med att DDR:s handelsflotta växte behövdes en ny hamn och 1960 stod en ny hamn utanför Rostock i Breitling färdig. Man grävde en ny utgång till Östersjön i Warnemünde. Rostocks hamn byggde om och till för att anpassas till DDR:s och östblockets handel. Efter 1989 har man kraftigt moderniserat och byggt om hamnen som var anpassad för DDR:s behov. Rostock är fortfarande en viktig hamn för export och import. Rostock är idag den största tyska kryssningshamnen tack vare närheten till Berlin och det moderna Cruise Center som öppnades i Warnemünde.

### Kollektivtrafik

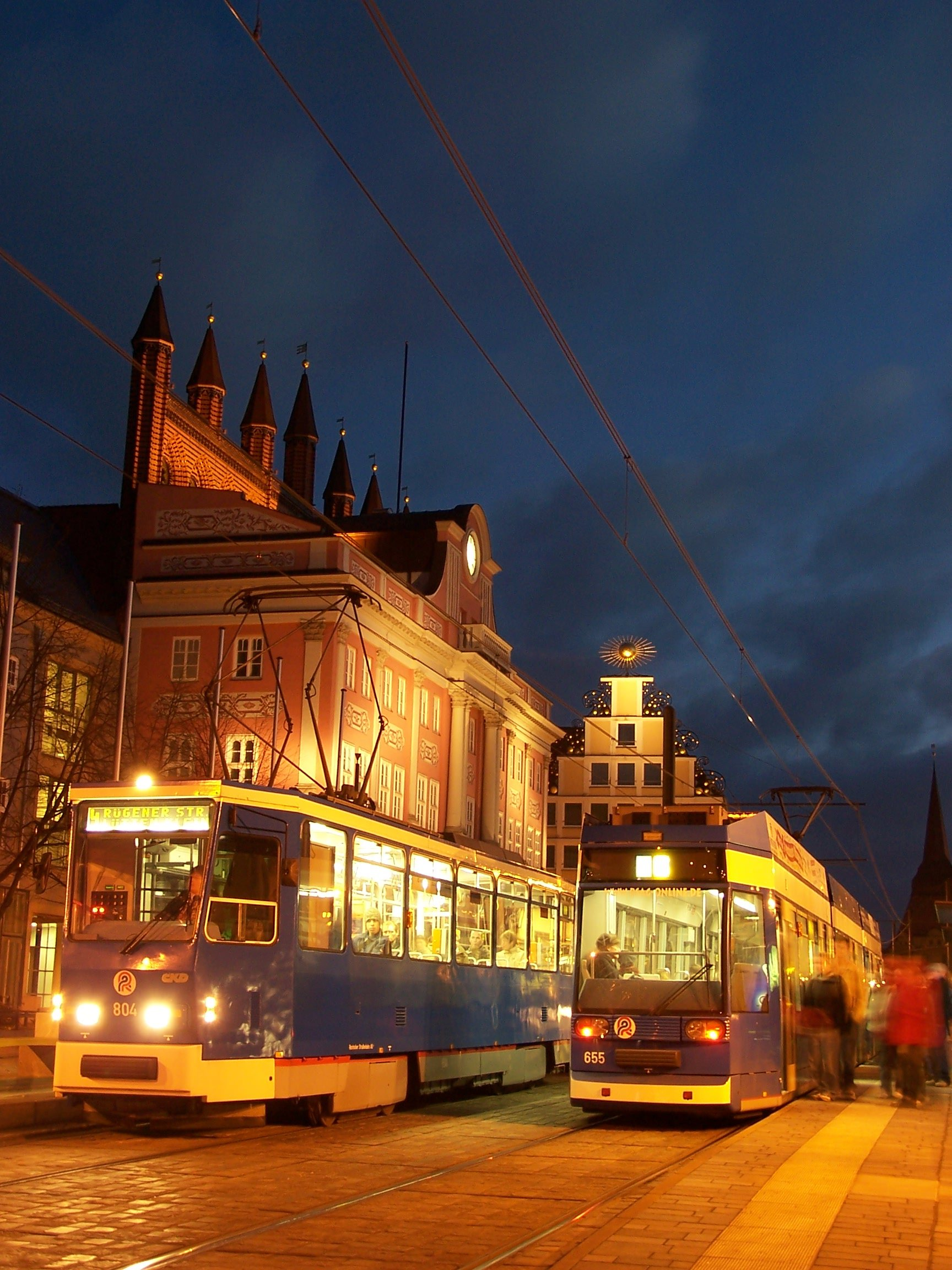
Spårvagn i Rostock.

Rostock har en väl utbyggd kollektivtrafik. Pendeltågen drivs av S-Bahn Rostock och RSAG (Rostocker Straßenbahn AG) driver spårväg och bussar. Rostock har sex spårvägslinjer och 22 busslinjer. Spårvägsnätet byggs ut. De senaste åren har man nästan varje år byggt ut spårvägen. Trädgårdsutställningen IGA innebar en utbyggnad av centralstationen och att spårvägen började gå i en tunnel under centralstationen och går i stadens södra riktning. Man har planer på att skapa ett stadsbanesystem fram till 2010 i samarbete med DB Regio AG (Deutsche Bahn).

### Järnväg

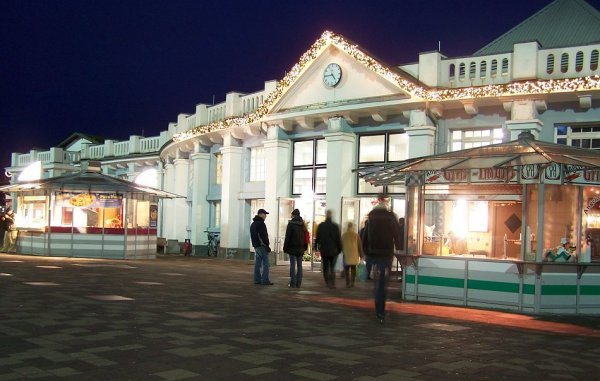
Centralstationen (Rostock Hauptbahnhof)

Den största och viktigaste järnvägsstationen är Rostocks centralstation som stod klar 1886. Den byggdes för sträckan Warnemünde – Neustrelitz. 1913 följde en utbyggnad med drag från jugend och små balustrader. Till trädgårdsutställningen IGA 2003 restaurerades och byggdes centralstationen ut. En tunnel under stationen byggdes för spårvägen. De två andra viktigaste stationerna är de i Warnemünde och Seehafen Nord.
Rostock har fjärrförbindelser med InterConnex och Deutsche Bahns Intercity, nattåg och City Night Line. Rostock har förbindelser med storstäder som Hamburg, Karlsruhe, Basel, München, Berlin och Leipzig. Man planerar att ha en direktförbindelse med ICE till Berlin och därför byggs delar om för att klara höghastighetståg. Man har förbindelser med mindre orter i Mecklenburg-Vorpommern (bland annat Schwerin, Bad Kleinen, Güstrow, Waren, Wismar, Bad Doberan, Sassnitz, Stralsund, Ribnitz-Damgarten).

### Gatunät
2003 stod Warnowtunneln klar, som var den första privat finansierade tunneln i Tyskland. Den går 12 meter under Warnow och binder samman östra och västra Rostock norr om stadskärnan, framförallt innebar det en förkortning för trafik mellan Warnemünde och Rostock Überseehafen. Tunneln är avgiftsbelagd, även det en nyhet i Tyskland där staten dittills betalat drift och underhåll av samtliga delar av det allmänna vägnätet. Man hade tills (2006) inte nått målen om 22 000 genomfarter per dag som beräknades, och därför ser tunneln inte ut att kunna finansiera sig själv. Motorvägarna A19 mot Berlin, A20 mot Lübeck/Sczezin och landsvägarna B103, B105 och B110 går via Rostock.

### Flygtrafik
30 kilometer sydost om Rostock ligger Rostock-Laages flygplats. I DDR var det bara militära plan som startade från flygplatsen men idag finns även civila flyg. Från flygplatsen går linjer till München, Köln och Nürnberg. Charterflyg går till resmål i Europa.

## Personer
- Georg Dragendorff, farmakolog och kemist.
- Joachim Gauck (född 1940), Tysklands 11:e förbundspresident.
- Walter Kempowski, författare.
- Gebhard Leberecht von Blücher, preussisk militär.